# Limonia episema
Limonia episema là một loài ruồi trong họ Limoniidae. Chúng phân bố ở miền Cổ bắc.